# Order Królowej Marii Luizy
Order Królowej Marii Luizy, właśc. Królewski Order Szlachetnych Dam Królowej Marii Luizy (hiszp. Real Orden de las Damas Nobles de la Reina María Luisa) – odznaczenie hiszpańskie ustanowione w 1792 przez króla Karola IV Burbona, order kobiecy nadawany za zasługi.

## Historia i zasady nadawania

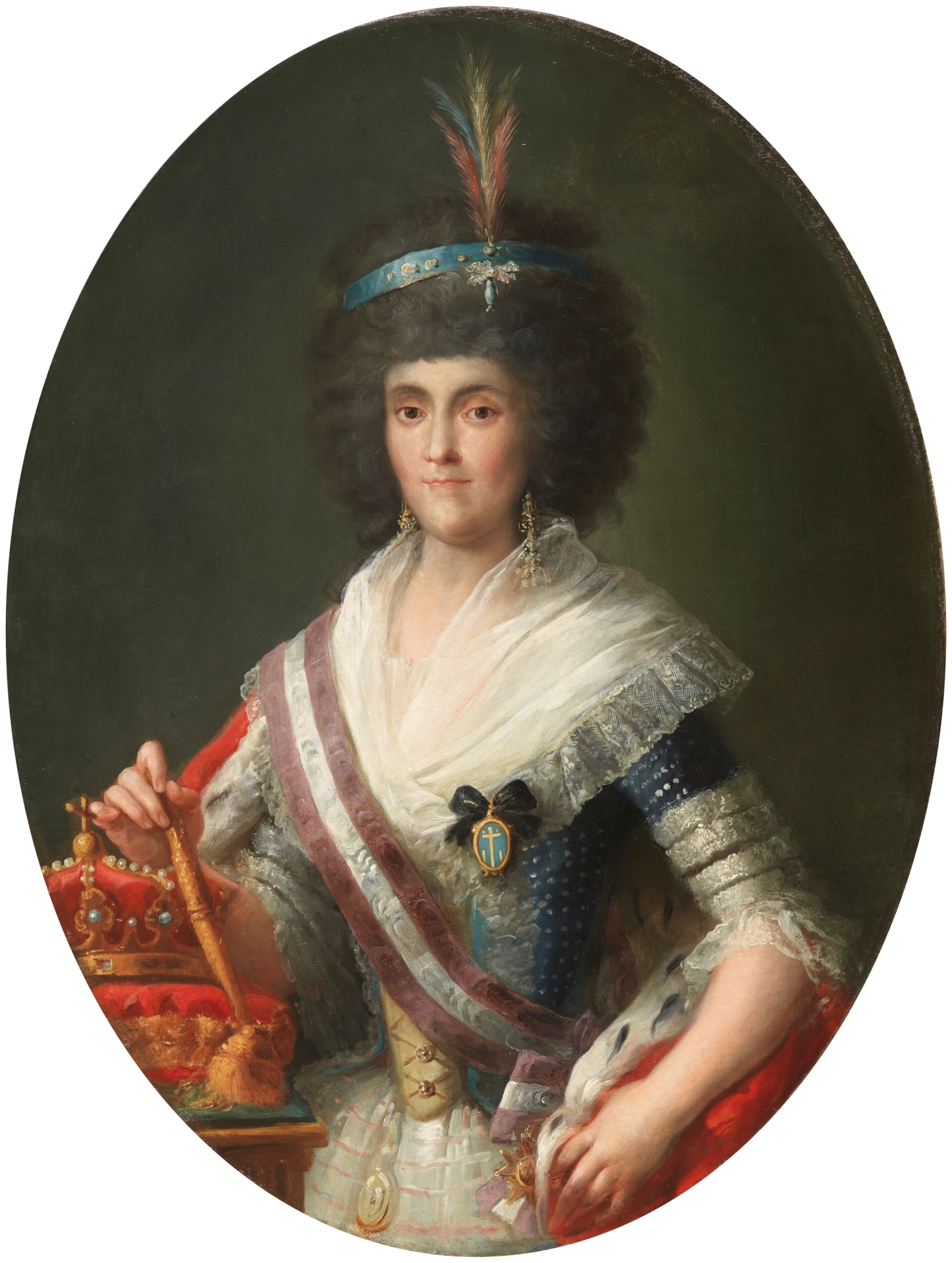
Maria Ludwika Parmeńska udekorowana orderem swojego imienia

Order ustanowił król Hiszpanii Karol IV Burbon mocą dekretu wydanego 21 kwietnia 1792. Uczynił to na prośbę swojej małżonki, królowej Marii Ludwiki Burbon-Parmeńskiej, która w ten sposób pragnęła nagradzać szlachcianki (m.in. swoje damy dworu) za znaczące zasługi dla Królestwa Hiszpanii i jego władców. Początkowo order był przyznawany członkiniom najstarszych hiszpańskich rodów szlacheckich (później poszerzono sferę odznaczanych m.in. o szlachetnie urodzone cudzoziemki). Jego pierwszym sekretarzem został Miguel de Bañuelos y Fuentes, kawaler Orderu Karola III i naczelny kwatermistrz armii królewskiej.
Siedemnaście lat później, narzucony Hiszpanii przez Napoleona I król Józef Bonaparte podpisał 18 września 1809 dekret o zniesieniu wszystkich odznaczeń hiszpańskich z wyjątkiem Orderu Złotego Runa. Po powrocie Burbonów na tron Hiszpanii w 1813 dekret został anulowany. Odznaczenie przywrócono i tym samym królowa odzyskała prerogatywy Wielkiego Mistrza Orderu. Obecnie funkcję tę pełni królowa Letycja.
Order Królowej Marii Luizy jest jednoklasowy.

## Insygnia
Odznaką orderu jest krzyż maltański o złotych krawędziach, ramionach obustronnie pokrytych białą emalią i zakończonych złotymi kulkami. Między ramionami znajdują się dwie złote wieże i dwa takież lwy, umieszczone naprzemiennie i połączone złotym łańcuchem. Ponadto na ramionach krzyża widnieje ich pomniejszony zarys z fioletowym wypełnieniem. Na środku krzyża znajduje się owalny medalion z wizerunkiem św. Ferdynanda III Kastylijskiego na białym polu. Na rewersie medalionu widnieje wizerunek królowej Marii Luizy, który otacza inskrypcja: „Real Orden de la Reyna María Luisa” („Królewski Order Królowej Marii Luizy”). Odznaka jest zawieszona na owalnym wieńcu laurowym – złotym lub zielonym w zależności od wykonania.
Wstęga orderu jest fioletowa z centralnie umieszczonym białym pasem, zajmującym 1/3 jej szerokości.